# Katerina Nēhua
Katerina Nēhua, geb. Katerina Waetford (* 6. Februar 1903 in Whakapara, Bay of Islands, Neuseeland; † 15. Juni 1948 in Sydney, Australien), war eine neuseeländische Langstreckenschwimmerin und 1931 Weltrekordhalterin im Dauerschwimmen.

## Leben
Katerina Waetford wurde am 6. Februar 1903 als Tochter der Eheleute Mereana Teruhi Nēhua und Hare Paerau Waetford geboren. Sie stammte vom Stamm der Ngāpuhi ab und von Eru Patuone vom Stamm der Ngāti Hao von Hokianga, der der älteste Bruder des Stammesführer Tāmati Wāka Nene war. Sie wuchs bei ihrer Großmutter auf, besuchte die örtliche Whakapara School und heiratete am 11. April 1923 den Farmer Joseph Darley. 1927 zog die Familie nach Sydney, wo ihr Mann als Automechaniker den Lebensunterhalt der Familie bestritt.
Nach dem Börsenkrach am 24. Oktober 1929 schwappte die Weltwirtschaftskrise auch nach Australien über und Darley verlor seinen Job. Nach neun Monaten war die Familie mittellos.

## Weg zum Weltrekord
Schon in der Bay of Islands hatte sich Waetford im Dauerschwimmen qualifiziert, als sie 25 Stunden lang im Wasser schwamm. Im Januar 1931 beteiligte sich Waetford an einem Ausdauerschwimmwettbewerb in Manly, einem Stadtteil von Sydney. Doch sie trat nicht unter ihrem richtigen Namen auf, sondern nutzte mit Nēhua den Mädchennamen ihrer Mutter. Die Konkurrenz war groß und unter den 60 Teilnehmern des Wettbewerbs befand sich auch die englische Kanalschwimmerin Mercedes Gleitze. In Not, musste Nēhua schließlich nach 47 Stunden und 52 1/2 Minuten das Wasser verlassen. Gleitze hingegen schwamm noch 22 1/2 Minuten weiter und gewann das Preisgeld von 300 Pfund Sterling, was zu der Zeit viel Geld war. Doch beeindruckt von ihrer Kontrahentin gab Gleitze 100 Pfund von ihrem Preisgeld ab und stockte damit die 100 Pfund für Nēhua als Zweitplatzierte auf 200 Pfund auf.
Nach einem weiteren Ausdauerwettkampf im März 1931 brach Nēhua noch im selben Monat in Balmoral Baths, der Stadt Sydney des Weltrekord im Dauerschwimmen mit einer Zeit von 72 Stunden und 9 Minuten und damit noch nicht genug stellte sie im Mai 1931 in den städtischen Bädern von Brisbane mit 72 Stunden und 21 Minuten ihren eigenen Weltrekord ein. Im März 1932 versuchte Nēhua, 100 Stunden zu schwimmen, musste aber nach 60 Stunden ergebnislos das Wasser verlassen.

## Einstellung ihres Rekords
Nur sechs Monate später stellt die deutsche Langstreckenschwimmer Ruth Litzig in Herne mit 73 Stunden und 52 Minuten einen neuen Weltrekord im Dauerschwimmen auf. Von der Zeit danach ist nicht bekannt, ob Nēhua noch jemals an einem Wettkampf teilnahm.
Katerina Nēhua starb am 15. Juni 1948 im Alter von nur 45 Jahren an einem Herzinfarkt.